# Divoká soutěska

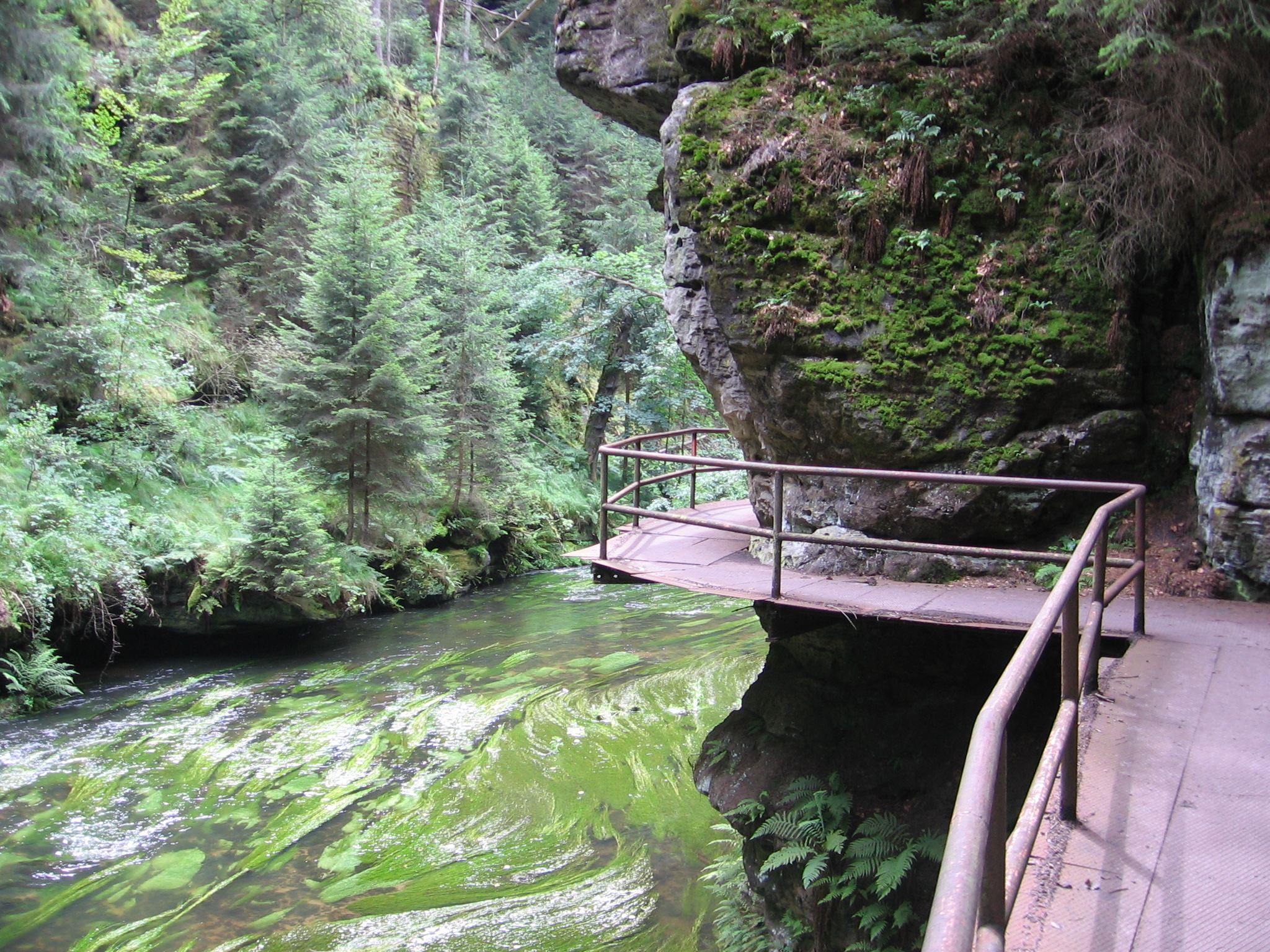
Divoká soutěska – pomost w przełomie rzeki Kamenice

Divoká soutěska – przełom rzeki Kamenice w Czechach.

## Położenie
Przełom położony jest w północnych Czechach, na obszarze Parku Narodowego Czeska Szwajcaria (NP České Švýcarsko) na Wyżynie Dieczyńskiej (Děčínská vrchovina), wzdłuż dolnego biegu rzeki Kamenice, między przełomami Edmundova soutěska i Ve Střzi, około 3,5 km na wschód od centrum miejscowości Hřensko w powiecie Děčín.
Jest to charakterystyczna naturalna formacja skalna w Szwajcarii Czeskiej o długości około 450 m i prawie pionowych ścianach o wysokości do 150 m. Przełom stanowi głęboka dolina rzeczna wyżłobiona rzeczną erozją w mezozoicznych warstwach kredowych piaskowców środkowego turonu. Pochyłe ściany skalne i dno doliny pokrywa gruz wapienny, a wzdłuż biegu rzeki układają się aluwialne osady piaszczyste. Powyżej w kierunku górnego biegu rzeki znajduje się przełom Ve Střzi, a poniżej Edmundova (Tichá) soutěska. Do wąwozu Edmundova soutěska wzdłuż rzeki, nad którą wznoszą się ściany i wieże z piaskowca, prowadzi droga.

## Historia
Divoká soutěska pierwotnie była niedostępna. Pierwszego przepłynięcie Kamenicy wąwozem na odcinku od Dolskiego mlýna do Hřenska bez przesiadki dokonano na trzech tratwach czterometrowej długości w 1877 roku. Z końcem XIX wieku z inicjatywy księcia Edmunda Clary-Aldringena i Hřeńskiego Towarzystwa Górskiego Szwajcarii Czeskiej rozpoczęto budowę kładek i przejść tunelowych w skałach oraz jazów, które udrożniły niedostępne dotąd odcinki wąwozów. Pomiędzy przełomami Edmundova soutěska i Divoká soutěska 200 robotników pod nadzorem włoskich rzemieślników zbudowało drogę. Otwarcie przejazdu odbyło się w 1898 roku. W latach 20. XX wiek wąwóz obsługiwało 7 łódek pychówek, a wąwozy rocznie odwiedzało około 160 tys. turystów. Po 1945 roku wysiedlono tubylczą ludność, a rejon wąwozu opustoszał i powoli popadał w ruinę. W 1964 roku trasę zrekonstruowano.

## Roślinność
Przez wpływy przekładni temperatury oraz cieniste miejsca, rośnie tu cenna i  niezwykła roślinność. Do głębokiego wąwozu o pionowych ścianach, w wyniku inwersji temperatury napływa zimne powietrze. Dzięki temu na dnie wilgotnych i chłodnych dolin, na poziomie około 150 m n.p.m. występują gatunki roślin zimnolubnych, a na wyżej położonych skałach wystających ponad las rosną podgórskie i górskie rośliny ciepłolubne. Występują tu fiołek dwukwiatowy, liczydło górskie, bażyna czarna, wroniec widlasty, podrzeń żebrowiec oraz wiele gatunków paproci, mchów i porostów. W wyniku różnicy temperatury i wilgotności między dolinami w kanionach a powierzchniami położonymi wyżej dolin, wystąpił podział drzewostanu i roślinności. W wyższych suchych i cieplejszych partiach występuje drzewostan sosny zwyczajnej z domieszką brzozy i jarzębu. W wilgotnych i chłodniejszych dolinach występują drzewa zimnolubne świerk, buk, klon i jawor. Resztki pierwotnego drzewostanu zachowały się na niedostępnych skałach.
Nazwa wąwozu Divoká soutěska wywodzi się od dzikiego charakteru otoczenia rzeki Kamenice w tym rejonie.

## Turystyka
Wzdłuż przełomu prowadzi szlak turystyczny:
- – żółty, prowadzący z Hřenska do przełomu Divoká soutěska, odcinki niedrożne można przepłynąć na pychówkach z przewodnikiem.